# Lemba
La tribù Lemba, stanziata nel territorio del Sudafrica, è composta da circa settantamila membri.
Nel 2007 è balzata all'attenzione dei mass media a motivo della sua presunta discendenza dal popolo degli Ebrei: si tratterebbe di uno dei vari gruppi etnici che, dopo una lontananza di secoli dalla Terra santa, rivendica la sua appartenenza al giudaismo. All'epoca, test genetici sul DNA del cromosoma Y che ne hanno esaminato solo 6 marcatori anziché 12 sembravano confermare questa ipotesi. Test genetici più estesi condotti negli anni successivi non riuscirono a confermare l'esistenza di alcuna discendenza ebraica nel popolo Lemba. I Lemba non appartengono alle sottocladi ebraiche di alcun aplogruppo, come l'aplogruppo J1-Z18271 - l'aplotipo modale esteso di sacerdoti (in inglese, "Extended Cohen Modal Haplotype"). Pertanto, non potevano avere antenati provenienti dal territorio dell'antico Israele. Tuttavia, i Lemba potrebbero avere alcuni antenati dello Yemen.